# تحلیل وزن شعر عامیانه فارسی
تحلیل وزن شعر عامیانه فارسی کتابی از امید طبیب‌زاده است که به وزن شعر عامیانه فارسی می‌پردازد و در اصل، رسالهٔ دکتری او در رشتهٔ زبان‌شناسی در دانشگاه تهران است.

## اهمیت
جلسه نقد و بررسی کتاب با حضور علی‌اشرف صادقی، ابوالحسن نجفی، ضیاء موحد و امید طبیب‌زاده، در ۲۰ مرداد ۱۳۸۳ در خانه کتاب برگزار شد.
آمر طاهر احمد دربارهٔ این کتاب می‌نویسد: «تبیین نظام تشکیل‌دهندهٔ وزن اشعار و ترانه‌های عامیانهٔ فارسی را مدیون امید طبیب‌زاده‌ایم
که در اثری با عنوان تحلیل وزن شعر عامیانه‌ٔ فارسی آن را طرح کرده است. نتایج تحلیل او پیشرفتی چشمگیر در شناخت میراث شعر فارسی است.»

## ویراست دوم
ویراست دوم این کتاب همراه ۱۰۰۰ مصراع شعر عامیانه و تقطیع آنها از سوی انتشارات کتاب بهار منتشر شده‌است. 